# Continuous Replenishment
Der Begriff Continuous Replenishment (CRP) oder Efficient Replenishment (deutsch mitunter „Kontinuierliche Warenversorgung“ oder „Kontinuierliche Lagerauffüllung“), auch Dauernachschub, ist ein partnerschaftliches und automatisiertes Wiederbestellsystem, das den Nachschub aufgrund tatsächlicher Verkäufe bestimmt. Man unterscheidet drei Arten, den Nachschub an Waren zu organisieren und die Verantwortung zu teilen:
1. Vendor Managed Inventory (VMI) – der Lieferant hat den Haupteinfluss auf die Lagerhaltung des Händlers
2. Co-Managed Inventory (CMI) – der Einfluss auf Bestellungen wird geteilt
3. Buyer Managed Inventory (BMI) – der Händler hat den Haupteinfluss auf seine eigene Lagerhaltung

Auf der einen Seite der Einflussskala liegt das Buyer Managed Inventory, wo der Schwerpunkt des Einflusses beim Händler liegt. Auf der gegenüberliegenden Seite ist das Vendor Managed Inventory, bei welchem der Lieferant einen größeren Einfluss besitzt, indem er aufgrund von Informationen vom Händler auch Bestellvorschläge erstellen kann. Beim Co-Managed Inventory ist der Einfluss geteilt. Der Einfluss des Lieferanten steht also in dieser Reihenfolge: VMI > CMI > BMI.

## Abgrenzung
Im Gegensatz zum Verfahren Quick Response, das den Abgleich aller an der Lieferkette beteiligten Unternehmen zum Ziel hat, betrifft Continuous Replenishment nur zwei aufeinanderfolgende Unternehmen.